# 阳宗海站
阳宗海站是位于云南省宜良县汤池街道的一个铁路车站，邮政编码652104。车站建于1910年，有昆河铁路经过该站，现不办理正式客运，办理货运业务，车站及其上下行区间均未电气化。车站距离昆明北站44公里，隶属昆明铁路局，是五等站。本站于2015年5月20日关闭。